# پاپتون

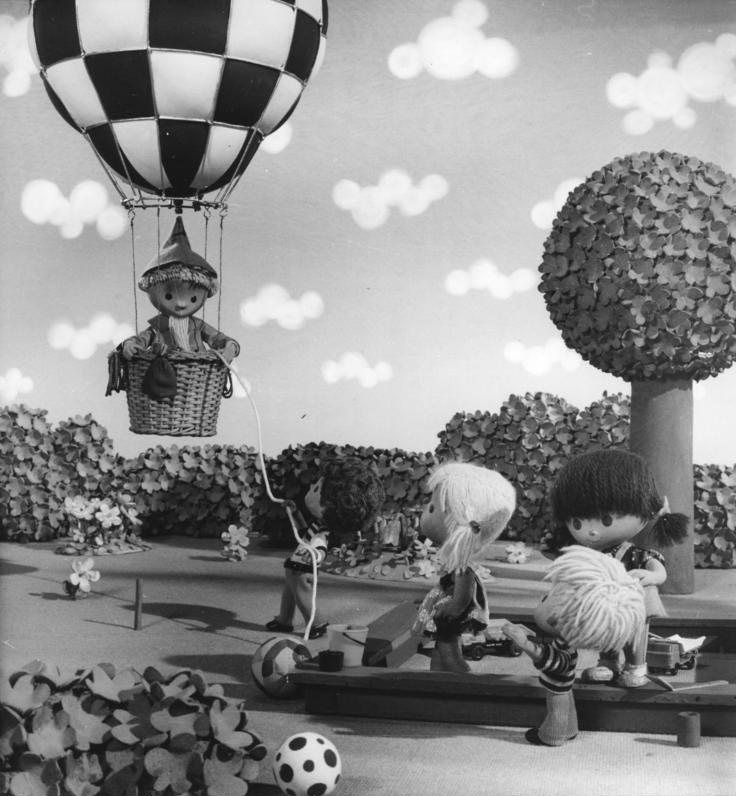
انیمیشن پاپتون: مرد شنی

انیمیشن پاپِتون  (به انگلیسی: Puppetoon) از نوع انیمیشن جایگزینی و یکی از انواع استاپ موشن است. در استاپ موشن‌های رایج، عروسک‌ها از اجزای قابل حرکت ساخته می‌شوند که با حرکت دادن آن‌ها و ثبت تصویر و کنار هم قراردادن تصاویر توهم حرکت ایجاد می‌شود. اما در انیمیشن پاپتون از عروسک‌ها از قطعات سفت و سخت تشکیل می‌شوند، هرکدام به تنهایی در یک قاب استفاده می‌شوند و سپس برای قاب بعدی عروسک دیگری بسیار شبیه به قبلی جایگزین می‌شود. در این نوع از انیمیشن به فیگورهای متعددی نیاز است.
سبک و اصطلاح «پاپتون» توسط جرج پال ابداع شده است.